# Vachellia suberosa
Vachellia suberosa là một loài thực vật có hoa trong họ Đậu. Loài này được (A. Cunn. ex Benth.) Kodela mô tả khoa học đầu tiên năm 2006.